# 李銘書
李 銘書（り めいしょ、繁体字: 李銘書; 簡体字: 李铭书; 拼音: Lǐ Míngshū; ウェード式: Li Ming-shuh）は、中華民国・満州国の政治家。別号は子箴。

## 事績
1912年（民国元年）、奉天法政学校を卒業。陸軍第20師書記官となり、以後は主に奉天派において秘書などを務めた。1924年（民国13年）頃には吉林省森林局長兼採金局長の地位に在り、後には吉海鉄路総弁（簡任官）となっている。
1932年（大同元年）、李銘書は煕洽を補佐して満洲国建国活動に従事し、同年3月の建国に際して吉林省政府公署秘書長に任命された。同年12月、吉林省政府公署民政庁長の王惕が免ぜられ、翌1933年（大同2年）に李が後任となっている。1934年（康徳元年）12月1日、中央で財政部大臣に任ぜられた煕洽の後任として、李が吉林省長に昇進した。
1937年（康徳4年）7月1日付で李銘書は病気を理由に退官（依願免官）し、宮内府顧問官に転じた。翌月に満州拓殖公社が創設されると、その理事も兼ねている。1939年（康徳6年）10月8日、病没。享年62。
仏教を篤信し、殺生や肉食を避けたとされる。また、満洲国の省長を務めた人物ながら、後年には大陸の研究者から「悪政が比較的少なかった」との異例の評価も受けている。

## 注
1. 1 2 3 4  尾崎監修（1940）、42頁。
2. 1 2 3 4 5 6  高・王主編（1993）、27頁。
3. 1 2 3  「李銘書氏」『読売新聞』昭和14年（1939年）10月10日。
4. ↑  高・王主編（1993）、27頁は「1940年」としている。
5. 1 2  劉ほか編（1995）、1292頁。
6. ↑  田邊編（1924）、446-447頁。
7. ↑  劉ほか編（1995）、1190頁。
8. ↑  満洲国史編纂委員会編（1956）、40頁。
9. ↑  「満州国退官者」『東京朝日新聞』昭和12年（1937年）7月1日夕刊。
10. ↑  満洲国史編纂委員会編（1956）、74頁。